# My Boy -歌え! 太陽- a summer place
『MY BOY -歌え! 太陽- a summer place』（マイボーイ うたえ!たいよう ア・サマープレイス）は渡辺美奈代5枚目のオリジナル・アルバム。1988年8月19日発売。発売元はCBS/SONY RECORDS。

## 解説
鈴木慶一（ムーンライダーズ）と渚十吾による共同プロデュース。

## 音楽性
「ちょっとFallin' Love」とB面「ほめてよHold Me Tight」の2曲は、シングル盤と異なるバージョンが収録。
「ちょっとFallin’ Love」はレコーディング時にカットされたロング・バージョンで収録されており、シングル盤ではサビ→1番→サビ（3回繰り返し）であるが、アルバム盤はサビ→1番→サビ→2番→サビ（2回繰り返し）となっている。シングル盤にない2番の歌詞が含まれている。
美奈代は「ロリータROSE」というタイトルを見たとき、自分は戸川純にでもなってしまうのか、と感じたそうだが1988年～1990年に開催されたコンサートで毎回欠かさず歌唱した楽曲は、「瞳に約束」「ちょっとFallin' Love」「ロリータROSE」の3曲であるが、セットリストの最後又はアンコールの定番ソングとして歌唱したのは、同曲のみである。
「さよならは笑顔で」はアカペラ風にアレンジされている。アカペラで歌う中村あゆみのコンサートに感動し本楽曲を作ってもらったという。本楽曲の冒頭に1曲目「My Boy」が再び1小節だけ流れてくるが、本作はライブ形式で作られており、同曲がアンコールの位置づけになっているという。

## キャンペーン
アルバム予約者5万名限定で世界初と称する”美奈代特製ペーパーウォッチ”プレゼント企画があった。

## 収録曲
1. My Boy（3:24）
  - 作詞:文園千津子／作曲:渚十吾／編曲:鈴木慶一・渚十吾
2. 北北西の風（3:54）
  - 作詞:文園千津子／作曲・編曲:鈴木慶一
3. ちょっとFallin' Love（New Mix Long Version）（4:17）
  - 作詞:文園千津子／作曲:鈴木慶一・渚十吾／編曲:鈴木慶一
4. 靴をはいたサマー（4:17）
  - 作詞:鈴木博文／作曲・編曲:鈴木智文
5. ロリータROSE（3:38）
  - 作詞:蓮田ひろか／作曲・編曲:鈴木慶一
6. ガラスの一秒（3:19）
  - 作詞:滋田美佳世／作曲・編曲:鈴木さえ子
7. One Boy（3:19）
  - 作詞:滋田美佳世／作曲・編曲:矢口博康
8. きっと、きっと（3:47）
  - 作詞:蓮田ひろか／作曲・編曲:中原信雄
9. ほめてよHold Me Tight（New Mix Version）（3:51）
  - 作詞:蓮田ひろか／作曲・編曲:鈴木慶一
10. My Boy Reprise ～さよならは笑顔で～（3:29）
  - 作詞:滋田美佳世／作曲:鈴木慶一・渚十吾／編曲:鈴木慶一